# Typhlodessus
Typhlodessus is een geslacht van kevers uit de familie  waterroofkevers (Dytiscidae).
Het geslacht is voor het eerst wetenschappelijk beschreven in 1985 door Brancucci.

## Soorten
Het geslacht omvat de volgende soort:
- Typhlodessus monteithi Brancucci, 1985